# Conseil exécutif du Queensland
Le Conseil exécutif du Queensland est l’organe par lequel le Premier ministre et les ministres (le Cabinet) conseille le gouverneur dans l’exercice de ses pouvoirs exécutifs.

## Composition
Le Conseil exécutif est composé du Premier ministre et des autres ministres (dont le vice-Premier ministre et l'avocat général). Le gouverneur préside les réunions, mais n'est pas un membre. Les ministres assistants (anciennement appelé secrétaire parlementaire) ne sont pas membres. Les nouveaux membres sont nommés par le Conseil lorsqu'ils rejoignent le Cabinet, et démissionne ou voit leur nomination prendre fin lorsqu'ils quittent le cabinet. Ceci est l'opposé du Conseil exécutif fédéral, ou les anciens ministres restent des Conseilleurs exécutifs, mais seuls les ministres en fonction sont invités aux réunions. Les membres du Conseil exécutif portent le titre de The Honourable lorsqu'ils sont en fonction. Les anciens Premier ministre qui ont exercé au moins un an, et les anciens ministres qui ont exercé leur fonction au moins trois ans peuvent demander à utiliser ce titre à vie.

## Procédures
Le quorum est atteint lorsque le gouverneur (ou un conseiller exécutif présidant à sa place) et deux conseillers exécutif sont présents. Les réunions ont lieu à 11 h 45 min tous les mardis dans la Parliament House quand l'Assemblée législative siège, et dans la Cabinet Room de l’Executive Building quand le Parlement ne siège pas. Le greffier du Conseil exécutif n'est pas présent aux réunions. Il présente les procès-verbaux au gouverneur, qui les approuve en les paraphant. Après l'approbation, la réunion prend fin, les Conseillers s'en vont et le gouverneur signe les ordonnances, les commissions ou les autres documents.
Le terme officiel utilisé lorsque le gouverneur agit sur les conseils du Conseil exécutif est celui de « Gouverneur en Conseil ».

## Fonctions
Le gouverneur en Conseil est compétent en matière de :
- nomination, entre autres, des juges, magistrats, juges de paix, et des membres du service public.
- les proclamations indiquant la date d'entrée en vigueur des lois du Parlement.
- les ordonnances en Conseil liés aux activités et au financement des gouvernements locaux.
- le réarrangement de la structure du gouvernement.
- les instruments statutaires et les autres législations subordonnées.